# Edmund Henoumont
Edmund Henoumont (* 1831 in Düsseldorf; † 6. Juni 1910 ebenda) war ein preußischer und russischer Offizier sowie ein deutscher Dramatiker.

## Werdegang
Er wurde als drittes von vier Kindern des Carl Josef Henoumont (1802–1869) und Maria Anna geb. von Daniels (1807–1886) in Düsseldorf geboren. Der Vater von Edmund war der gleichnamige Neffe des Rechtswissenschaftlers Carl Joseph Henoumont und dessen Alleinerbe unter der Vormundschaft seines Vaters Dr. jur. Anton Henoumont.
Der junge Edmund besuchte die „Max Pfarrschule“ an der Citadellstraße 2 und vermutlich das Städtische Realgymnasium. Es folgte eine militärische Ausbildung beim Westfälischen Jäger-Bataillon Nr. 7 bis hin zum Offizier. Anfang der 1850er Jahre nahm er dort Abschied, wanderte nach Russland aus und trat in die Kaiserlich Russische Armee ein. Seine Teilnahme am Krimkrieg brachte eine Verwundung mit sich, die das lebenslange Tragen einer Augenklappe zur Folge hatte und ihm den Beinamen „Schrecken des Kaukasus“ einbrachte.
Ende 1862 ließ er sich wiederum in Düsseldorf nieder und heiratete 1870 Julie Coninx, eine Schwester des Industriellen Julius Coninx (1834–1908). Henoumont wurde Vater von sechs Kindern. Einer seiner Urenkel ist der Mediziner Jürgen van de Loo.

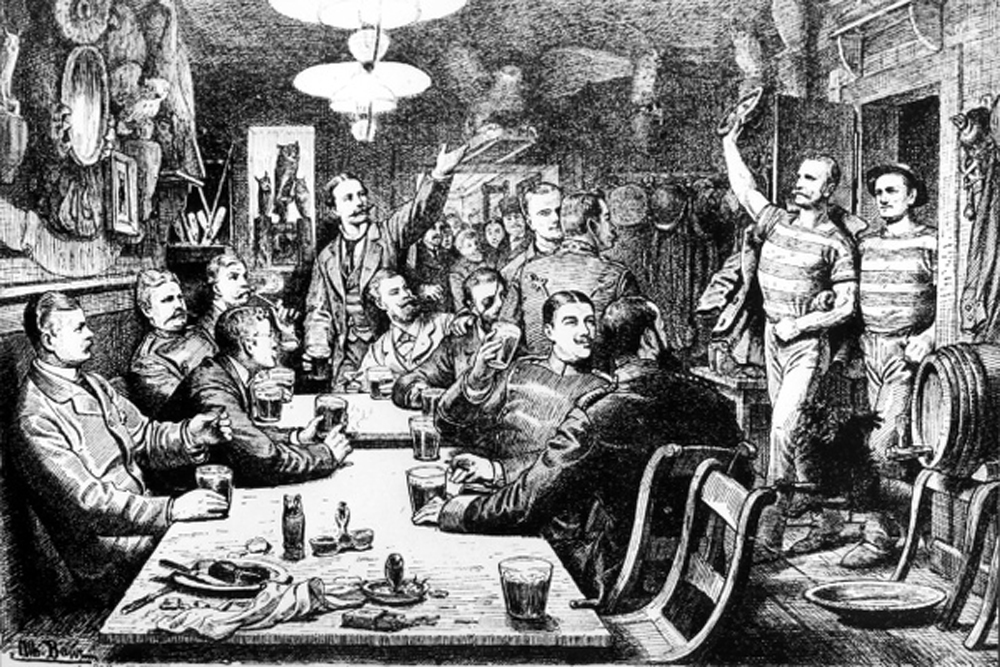
Edmund Henoumont (mit Augenklappe) im Kreis der Kameraden des Düsseldorfer Rudervereins, Illustration von Albert Baur, 1882

Als russischer Hauptmann außer Diensten widmete er sich vor allem sportlichen Betätigungen, wurde Gründungsmitglied des Düsseldorfer Rudervereins sowie des Düsseldorfer Wanderbundes. Besonders erwähnenswert sind seine freundschaftlichen Kontakte zu dem Amtsrichter Emil Hartwich sowie Armand und Elisabeth von Ardenne.
Auch am kulturellen Leben Düsseldorfs war Henoumont maßgeblich beteiligt. Er schrieb Theaterstücke für den Künstlerverein Malkasten, dessen Festkomitee er 1877 angehörte, als zu Ehren des Kaiserpaars das Kaiserfest veranstaltet wurde. Berühmtheit erlangte er für seine Dichtungen. Er galt als Spezialist für Festspiele des dramatischen Genres, beispielsweise 1884 und 1887 im Rahmen der Aufführung von Lebenden Bildern. Für den Windecker Erholungsort Herchen organisierte er mit seinem Freund, dem Maler Albert Bogislav Lüdecke, von 1884 bis zur Jahrhundertwende alljährlich die „Sedanspiele“. Bei der Einweihung des Kaiser-Wilhelm-Denkmals am Deutschen Eck wurde in Gegenwart des Kaiserpaars am 31. August 1897 Henoumonts Begrüßungshymne vorgetragen.
Henoumont erhielt 1884 den Roten Adlerorden IV. Klasse und 1891 den Kronen-Orden III. Klasse. Als russische Auszeichnungen trug er bereits den Orden des Heiligen Wladimir IV. Klasse, das „Kaukasische Eiserne Kreuz“ sowie mehrere Medaillen für Teilnahmen an Feldzügen der russischen Armee. Ein Bildnis von ihm schuf die Malerin Paula Monjé im Dezember 1893. 1898 wurde es in der Jubiläums-Ausstellung des Künstlervereins Malkasten präsentiert und befindet sich weiterhin im Familienbesitz. Seine Kinder ließ er 1886 von Julius Müller-Massdorf in einem Gruppenbild porträtieren.

## Werke (Auswahl)
- Ausgewählte Dichtungen, Köln 1893

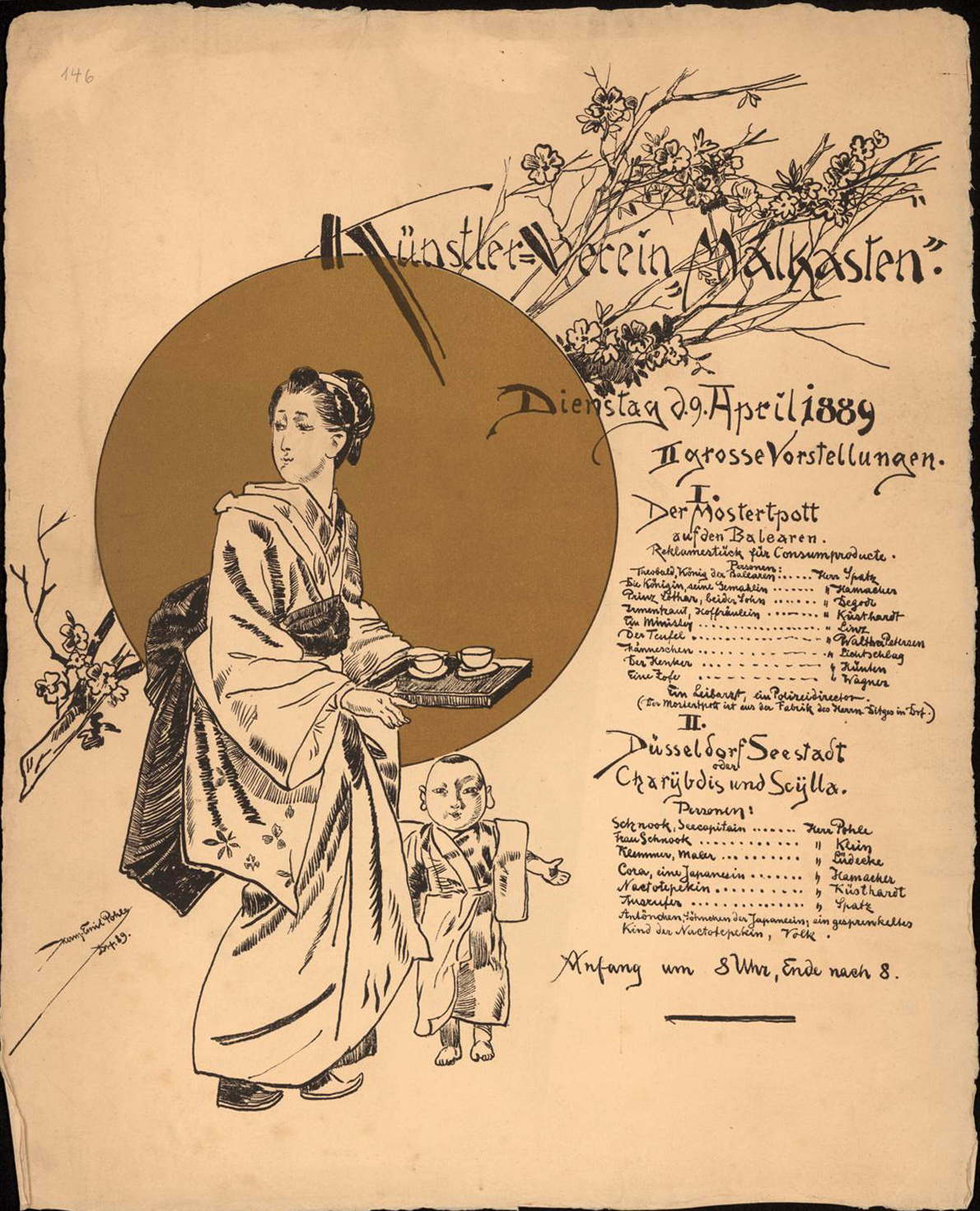
II große Vorstellungen, Theaterzettel von Hermann Emil Pohle, 1889

- Suum cuique, Lustspiel in 3 Aufzügen, 1869 (Digitalisat)
- Alicen’s Rache, Lustspiel in 5 Aufzügen, Stadttheater Düsseldorf, 1873/74 (Digitalisat)
- Vier Theaterstücke, 1876
- Graf von Gleichen, dramatisches Rittermärchen, Künstlerverein Malkasten, 1876 (Digitalisat)
- Die Schlacht bei Rossbach, Lustspiel in 1 Aufzug, Künstlerverein Malkasten, 1877 (Digitalisat)
- Die Tochter des Hidalgo, Degen- und Mantelstück in 4 Aufzügen, Künstlerverein Malkasten, 1877 (Digitalisat)
- Carl XII. bei Bender, Theaterstück für den Künstlerverein Malkasten, 1878
- Simson und Delia, große Haupt- und Staatsaktion in 5 Aufzügen, Künstlerverein Malkasten, 1881 (Digitalisat)
- Erica, Düsseldorfer Tragödie für den Künstlerverein Malkasten, 1882 (Digitalisat)
- Festspiel zur Feier der Anwesenheit seiner Majestät des Kaisers und Königs & Ihrer Majestät der Kaiserin und Königin im Ständehaus zu Düsseldorf, 1884
- Aufführung von lebenden Bildern im Künstlerverein Malkasten, 1887
- Festspiel in Düsseldorf zur Feier des 90-jährigen Geburtstages seiner Majestät Kaiser Wilhelm I., 1887
- Der Mostertpott auf den Balearen : Reklamestück für Consumartikel, Düsseldorf : Bagel, 18[87] (Digitalisat)
- 800-jährige Jubiläums-Feier Düsseldorfs, Festaufführung im Stadttheater, 1888
- II große Vorstellungen: I. Der Mostertpott auf den Balearen. II. Düsseldorf Seestadt oder Charybdis und Scylla, Künstlerverein Malkasten, 1889 (Digitalisat)
- Zwei Schwestern, Bühnenmärchen, 1890
- Festspiel zur Gutenberg-Feier, 1890
- Festspiel des Westfälischen Ulanenregiments Nr. 5 zur Feier seines 75-jährigen Bestehens, 1890 (Digitalisat)
- Barbarossa, Festspiel der Stadt Düsseldorf, 1891 (Digitalisat)
- Thalia’s Hausschlüssel, Dilettanten-Vorstellung zum Besten der Suppenanstalt, Stadttheater Düsseldorf, 1897 (Digitalisat)
- Am Bosporus, Schwank in einem Aufzug, Künstlerverein Malkasten, 1899 (Digitalisat)
- Von bis oder Adam, Eva, Lueg und Roeber, Festspiel für den Künstlerverein Malkasten, 1902